# Jean-Claude Maire Vigueur
Jean-Claude Maire Vigueur (* 18. Februar 1943 in Morteau) ist ein französischer Historiker.
Nach seiner Ausbildung an der École normale supérieure de Paris war er in den 1970er- und 1980er-Jahren unter anderem am CNRS und an der École française de Rome tätig. Von 1990 bis 2006 war er Professor für mittelalterliche Geschichte an der Università degli Studi di Firenze, 2006 folgte er einem Ruf an die Università degli studi di Roma Tre.
Vigueur forscht hauptsächlich zu den mittelalterlichen Kommunen Ober- und Mittelitaliens, ihrer Selbstverwaltung, politischen und sozialen Organisation. Ein weiterer Schwerpunkt seiner Arbeit ist die Geschichte der Stadt Rom im Mittelalter, hier insbesondere die Kommune und thematisch zugehörige Einzelpersonen wie etwa der stadtrömische Volkstribun Cola di Rienzo. Vigueur veröffentlichte 2000 eine prosopographische Darstellung über die Podestà, die in den italienischen Kommunen seit dem späten 12. Jahrhundert das Stadtregiment ausübten. Im Jahr 2003 erschien von ihm eine Monographie über die städtischen milites, einer zentralen Gruppe in der kommunalen Gesellschaft in Ober- und Mittelitalien während des 12. und 13. Jahrhunderts. Seine 2010 veröffentlichte französischsprachige Monographie über die Geschichte Roms vom 12. bis 14. Jahrhundert wurde 2011 ins Italienische übersetzt. Die in acht Kapitel eingeteilte Darstellung konzentriert sich weniger auf die in der Forschung vielfach behandelten politischen und religiösen Aspekte der Stadtgeschichte Roms, sondern rückt soziale und wirtschaftliche Gesichtspunkte in den Vordergrund.

## Schriften (Auswahl)
Monografien
- L'autre Rome: une histoire des Romains à l'époque des communes, XIIe - IVe siècle. Tallandier, Paris 2010 (italienische Übersetzung: L'altra Roma. Una storia dei romani all'epoca dei comuni (secoli XII-XIV). Einaudi, Turin 2011).
- Cavaliers et citoyens. Guerre, conflits et société dans l’Italie communale, XIIe XIIIe siècles (= Civilisations et sociétés. Bd. 114). Éditions de l’École des Hautes Études en Sciences Sociales, Paris 2003, ISBN 2-7132-1798-9 (italienische Übersetzung: Cavalieri e cittadini. Guerra, conflitti e società nell’Italia comunale. Bologna 2003).
- Comuni e signorie in Umbria, Marche e Lazio. UTET-Libreria, Turin 1987.
- Les pâturages de l’Église et la Douane du bétail dans la province du Patrimonio (XIVe–XVe siècles). Rom 1981.

Herausgeberschaften
- Signorie cittadine nell’Italia comunale. Viella, Rom 2013, ISBN 978-88-6728-049-0.
- I podestà dell’Italia comunale. (= Collection de l’École française de Rome. Bd. 268) zwei Bände, Rom 2000.